# Predejane
Predejane (Servisch cyrillisch Предејане) is een plaats in de Servische gemeente Leskovac. De plaats telt 1222 inwoners (2001).